# Rhipicera donckieri
Rhipicera donckieri is een keversoort uit de familie Rhipiceridae. De wetenschappelijke naam van de soort is voor het eerst geldig gepubliceerd in 1928 door Pic.